# Mount Stolle
Der Mount Stolle (in der deutschen Kolonialzeit auch Zuckerhutberg genannt) ist ein Berg im südlichen Teil der Sandaun-Provinz in Papua-Neuguinea. Der Berg hat eine Höhe von 2792 Metern, bzw. 2713 Metern.
Der Berg gehört zu den nördlichsten Erhebungen der zentralen Kette der New Guinea Highlands. Im Süden liegt die Thurnwald-Range, die allerdings nur bis knapp unter 1400 Meter ansteigt. Einige Kilometer westlich verläuft der Ietema River Richtung Süden.